# Ractopamina
La ractopamina è un farmaco, utilizzato anche come additivo per mangimi, la cui somministrazione agli animali da produzione alimentare, ad eccezione della somministrazione per scopi terapeutici, è vietata o oggetto di severe restrizioni nella maggior parte dei paesi.
Farmacologicamente, è un agonista di alcuni recettori associati alle ammine in traccia (TAAR1) e β adrenergici (ß 1 e ß 2).
La ractopamina commerciale è una miscela di tutti e quattro i suoi possibili stereoisomeri tipicamente nella forma di sale cloridrato.
In alcuni paesi non appartenenti all’UE ne è autorizzato l’impiego regolare nei mangimi per suini, bovini o tacchini, per accelerare l’incremento ponderale, migliorare la resa del mangime e aumentare la massa magra degli animali. 
L'uso di ractopamina come promotore della crescita animale è vietato in 160 paesi tra cui l'Unione europea, la Cina e in Russia, mentre altri 27 paesi, come il Giappone, gli Stati Uniti, il Canada e la Corea del Sud, hanno ritenuto che la carne proveniente da alcuni animali alimentati con ractopamina è idonea per il consumo umano.
Il divieto sull'utilizzo della sostanza imposto dall’UE e da altri paesi si applica anche alla carne importata da paesi terzi e questo è diventata ragione o causa per lunghe dispute su presunte barriere commerciali.
Per sostenere l'export nella UE, Russia e Cina, oltre che per pressioni dell'opinione pubblica negli Stati Uniti, sono stati definiti programmi di certificazione delle carni esenti da ractopamina ed è stato autorizzata l'etichettatura o pubblicità che dichiara sulle carni: "no ractopamina - un beta agonista promotore della crescita".

## Dispute internazionali
Le dispute e controversie sull'utilizzo della ractopamina nei mangimi sono associate a quelle sull'utilizzo degli ormoni nella alimentazione animale, soprattutto bovina.
Alla fine degli anni '90, l'Organizzazione mondiale del commercio (OMC) autorizzò gli Stati Uniti e il Canada a imporre tariffe di ritorsione di 116,8 milioni di dollari all'anno sull'Unione europea dopo aver constatato che il divieto dell'UE sull'ormone della carne bovina violava l'accordo dell'OMC sull'applicazione dei prodotti sanitari e misure fitosanitarie (accordo SPS). Nel settembre 2009, gli Stati Uniti e la Commissione europea hanno firmato un memorandum d'intesa che ha stabilito un nuovo contingentamento UE in esenzione da dazi per le carni bovine alimentate con cereali e di alta qualità come parte di una soluzione di compromesso.
L'utilizzo della ractopamina è stato dibattuto dalla comunità del Codex Alimentarius dal 2003 e si è trasformato in un tema estremamente controverso dai risvolti sia sanitari sia economici. In diverse conferenze Codex e negli incontri trimestrali dell’accordo SPS dell’OMC, la UE e altri paesi si sono espressi contro l’impiego di medicamenti veterinari senza motivazioni terapeutiche e quindi contro la definizione dei valori di un Limite Massimo di Residui (LRM) per la ractopamina nelle carni. Questa posizione contraria all'utilizzo non terapeutico della ractopamina è supportato dall'opinione scientifica dell’Autorità europea per la sicurezza alimentare (EFSA) del 2009 secondo cui sussistono lacune e incertezze circa i dati forniti dall’industria al Comitato congiunto di esperti sugli additivi alimentari (JECFA - Joint Expert Committee on Food Additives) dell'Organizzazione per l'Alimentazione e l'Agricoltura (FAO) e dell'Organizzazione Mondiale della Sanità (OMS) in relazione alla sicurezza del prodotto. In una votazione di strettissima misura, con 69 voti a favore (maggioranza necessaria 69) e 67 voti contrari, la 35ª riunione della Commissione del Codex Alimentarius tenutasi all’inizio del luglio 2012 si è espressa a favore dell’adozione di uno standard per i valori MRL per la ractopamina. La UE, Russia, Cina, Svizzera, Taiwan ed altri paesi hanno espresso le loro riserve mantenendo un sostanziale bando per le carni con residui di ractopamina o altri analoghi beta-agonisti come il zilpaterolo. Questi bandi sono visti dai paesi esportatori di carni di animali alimentati con ractopamina, in primis gli Stati uniti, come una barriera commerciale e sono stati oggetto di ritorsioni commerciali e controversie politiche e scientifiche nella discussione di vari trattati di libero scambio (TTIP, CETA, TPP).

## Regolamentazione
Nei paesi dove la carne con residui di ractopamina è considerata sicura per l'alimentazione umana in genere è stato adottato il Limite Massimo di Residui definito dal Codex:
| Tessuti bovini | LMR (μg/kg) | Tessuti suini | LMR (μg/kg) |
| -------------- | ----------- | ------------- | ----------- |
| muscoli/carne  | 10          | muscoli/carne | 10          |
| fegato         | 40          | fegato        | 40          |
| reni           | 90          | reni          | 90          |
| adipe          | 10          | adipe e pelle | 10          |

Le specie e caratteristiche degli animali alimentabili con mangimi addizionati con la ractopamina possono differire da paese e paese.
Negli Stati uniti, dove la ractopamina può essere utilizzata nella alimentazione di suini, bovini e tacchini i dosaggi ammessi vanno da 4,5 a 24,6 ppm (grammi per tonnellata di mangime ) a seconda della specie e delle condizioni dell'animale.